# Foire internationale du livre de Taipei
La Foire internationale du livre de Taipei (en anglais : Taipei International Book Exhibition, abrégé en TIBE ; en chinois traditionnel : 台北國際書展 ; pinyin : Táiběi Guójì Shūzhǎn) est une foire du livre organisée chaque année à Taipei, capitale de Taïwan.

## Présentation générale
La Foire internationale du livre de Taipei est organisée chaque année pendant une semaine dans le Taipei World Trade Center (en), au pied de la tour Taipei 101. Avec 500 000 visiteurs par an, elle constitue la quatrième foire du livre au monde après la foire du livre de Francfort, la BookExpo America (en) aux États-Unis et la foire du livre de jeunesse de Bologne. L'événement rassemble des éditeurs majoritairement asiatiques, mais aussi de nombreuses maisons d'éditions européennes et américaines.

## Histoire
En raison de la déclaration d'un foyer de contagion dans un hôpital de Taoyuan en marge de la pandémie de Covid-19, le format de l'édition 2021 de la Foire est remanié, abandonnant sa tenue physique au profit d'une organisation « en ligne ».